# دوستان ماهیگیر
دوستان ماهیگیر (انگلیسی: Fisherman's Friends) یک فیلم در ژانر زندگی‌نامه‌ای، کمدی-درام، و درام است که در سال ۲۰۱۹ منتشر شد. از بازیگران آن می‌توان به دنیل میز، جیمز پیورفوی، دیوید هایمن، تاپنس میدلتون، و نول کلارک اشاره کرد.